# Ericastiftelsen
Ericastiftelsen är en icke vinstdrivande, politiskt och religiöst obunden stiftelse som arbetar med barn och unga med psykisk ohälsa, genom psykoterapi, psykosocialt stöd, högskoleutbildning och forskning. De har som övergripande mål att stärka barns och ungas förmåga att leva ett värdigt liv. Ericastiftelsen har sitt huvudsäte i fastigheten Tofslärkan 4 vid Odengatan 9 i Stockholm, men tar emot barn och unga samt studenter från hela landet. Verksamheten bygger på modern psykodynamisk teori utifrån aktuell utvecklingspsykologisk forskning, traumakunskap, psykoterapiforskning och klinisk erfarenhet.

## Historia
Verksamheten grundades 1934 av Hanna Bratt (1874-1959), med hjälp av läkaren och psykoanalytikern Gunnar Nycander (1900-1964). Namnet Ericastiftelsen kommer från blomman klockljung som på latin heter Erica tetralix, vars symbolik Hanna Bratt associerade med barn då det är en liten, härdig växt som lever på karg mark. I början av 1940-talet utformades Ericastiftelsens lekdiagnostiska och lekterapeutiska metoder. Sedan 1950-talet bedrivs verksamheten i före detta stadsvillan Tofslärkan 4 i Lärkstaden, Stockholm.

## Utbildning
Ericastiftelsen har som enskild utbildningsanordnare examensrätt för psykoterapeutexamen med inriktning på barn- och ungdomspsykoterapi.

## Behandling
Ericastiftelsen har behandlingsverksamhet för barn och ungdomar i åldrarna 0-24 år och deras familjer. Man bedriver kliniknära psykoterapiforskning och metodutveckling. 